# Toekomstig leven
Toekomstig leven: halfmaandelijks tijdschrift gewijd aan de studie der proefondervindelijke zielkunde en bovenaardse verschijnselen werd tussen 1897 en 1941 uitgegeven in Utrecht en verspreid door Nederland.
Toekomstig leven werd in 1897 opgericht. Het blad wijdde zich aan de ‘studie der proefondervindelijke zielkunde en bovenaardse verschijnselen’. Rond de eeuwwisseling was er brede belangstelling voor occulte of spirituele verschijnselen. Een bijdrage uit de eerste jaargang van Toekomstig leven is bijvoorbeeld gewijd aan seances bij koningin Sophie. Het tijdschrift bood een breed scala aan bijdragen over verschillende aspecten van de esoterie, zoals magnetisme, clairvoyance, seances, hypnotisme, trance-toespraken en genezingen. Het blad wisselde wetenschappelijke artikelen af met brieven, gedichten en kritieken.
Toekomstig leven gaf inzicht in de ontwikkeling van het spiritisme in Nederland en maakte duidelijk welke personen en opvattingen een rol speelden in het vakgebied. Parapsycholoog George Avetoom Marterus Zorab was bij het tijdschrift betrokken als redactielid. Zorab was docent parapsychologie aan de Universiteit Utrecht en gold in de jaren veertig en vijftig, samen met dr. W.H.C. Tenhaeff, als belangrijkste publicist over parapsychologische verschijnselen in Nederland.